# Buntes Läusekraut
Das Bunte Läusekraut (Pedicularis oederi) ist eine Pflanzenart aus der Gattung Läusekraut (Pedicularis) in der Familie der Sommerwurzgewächse (Orobanchaceae). Sie ist auf der Nordhalbkugel in Eurasien und Nordamerika weitverbreitet.

## Beschreibung

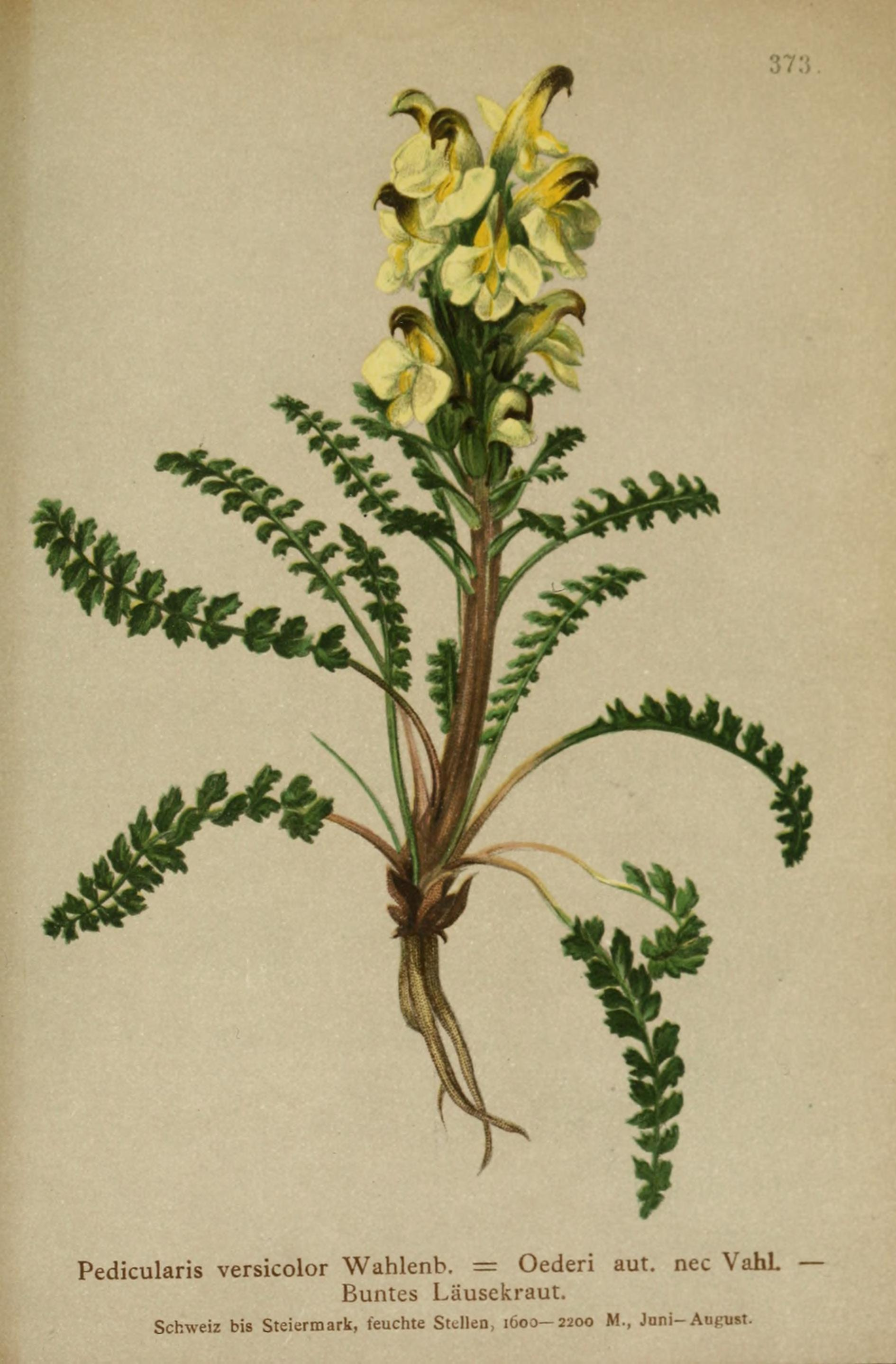
Illustration aus Atlas der Alpenflora, Tafel 373

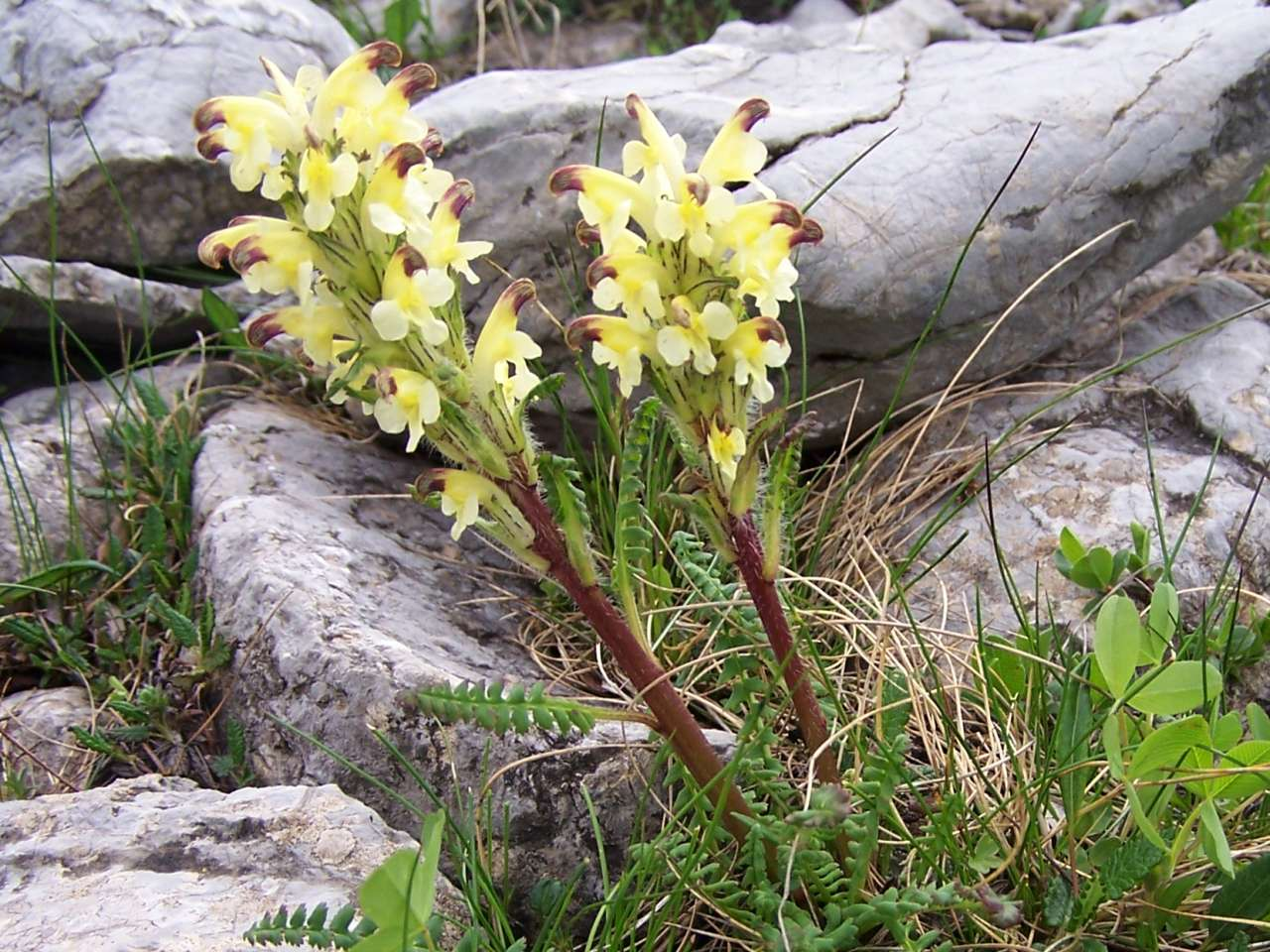
Habitus und Blütenstände im Habitat

### Vegetative Merkmale
Pedicularis oederi wächst als ausdauernde krautige Pflanze und erreicht Wuchshöhen von 5 bis 15 Zentimetern. Der Stängel ist kantig. Die Laubblätter sind fiederschnittig, mit gezähnten Fiedern.

### Generative Merkmale
Die Blütezeit reicht von Juni bis August. Die Blüten stehen in kurzen, endständigen traubigen Blütenständen zusammen.
Die zwittrigen Blüten sind zygomorph mit doppelter Blütenhülle. Die Krone ist 20 bis 25 Millimeter lang, gelb, die Oberlippe ist vorne braunrot, ohne Schnabel.
Die Chromosomenzahl beträgt 2n = 16.

## Vorkommen
Pedicularis oederi subsp. oederi gedeiht in Mitteleuropa am besten auf frischen, lehmigen, mehr oder weniger basischen Magerrasen, besonders über Amphibolit, Kalkschiefer, Marmor oder Dolomit. Es ist eine Charakterart des Caricetum firmae aus dem Seslerion-Verband, kommt aber auch in anderen Pflanzengesellschaften der Ordnung Seslerietalia albicantis vor.
Pedicularis oederi subsp. oederi ist ein arktisch-alpines, asiatisches sowie nordamerikanisches Florenelement. In Österreich ist Pedicularis oederi subsp. oederi selten und nur in den Zentralalpen (Steiermark, Nordtirol, Vorarlberg) vorkommend. Auch in Liechtenstein, in Südtirol (auf der Seiser Alm) und in der Schweiz (etwa am Pilatus) wächst es.
Die ökologischen Zeigerwerte nach Landolt & al. 2010 sind in der Schweiz: Feuchtezahl F = 3w (mäßig feucht aber mäßig wechselnd), Lichtzahl L = 4 (hell), Reaktionszahl R = 5 (basisch), Temperaturzahl T = 1+ (unter-alpin, supra-subalpin und ober-subalpin), Nährstoffzahl N = 2 (nährstoffarm), Kontinentalitätszahl K = 4 (subkontinental).

## Systematik und Verbreitung
Die Erstbeschreibung von Pedicularis oederi erfolgte 1806 durch Martin Vahl in Jens Wilken Hornemann: Forsog til en Dansk Oeconomisk Plantelaere, 2. Auflage, Seiten 580–581. Das Artepipheton oederi ehrt den Botaniker und Arzt Georg Christian Oeder.
Von Pedicularis oederi gibt es zwei Unterarten:
- Pedicularis oederi Vahl ex Hornem. subsp. oederi: Sie ist in Europa, Nordamerika, Bhutan, Japan, Kasachstan, Kirgisistan, Tadschikistan, Russland, in der Mongolei, Tibet und in China weitverbreitet.
- Pedicularis oederi subsp. multipinna (H.L.Li) P.C.Tsoong: Sie gedeiht an grasigen Hängen in Höhenlagen von etwa 4200 Metern nur im westlichen Sichuan vor.[4]